# デヴォンシャー・ハウス

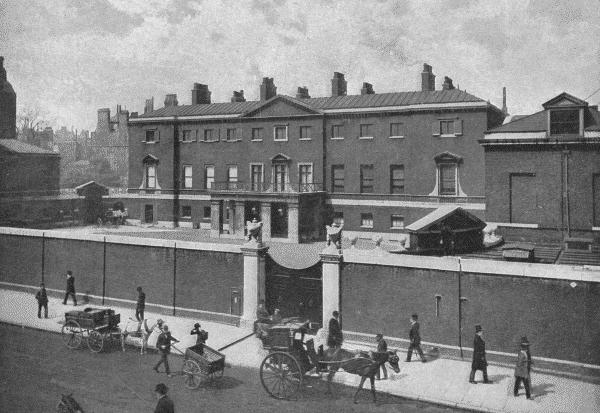
Devonshire House、1896年

デヴォンシャー・ハウス (英: Devonshire House) はイギリス、ロンドンのピカデリー通りにある18世紀及び19世紀にデヴォンシャー公爵の邸宅 (タウンハウス) として使われていた建物である。この建物は第3代デヴォンシャー公爵ウィリアム・キャベンディッシュ（William Cavendish, 3rd Duke of Devonshire、1698年-1755年）がウィリアム・ケント（William Kent、1685年-1748年）の設計によりパラディオ様式で建てたもので、1740年頃完成し第一次世界大戦で被災して1924年に取り壊された。
イギリスの多くの有名な貴族達は自分の名前を冠したロンドンの邸宅を持っていた。公爵家の建物としてデヴォンシャー・ハウスは、バーリントン・ハウス (Burlington House) 、モンタギュー・ハウス (Montagu House) 、ランズダウン・ハウス (Lansdowne House) (英語版) 、ロンドンデリー・ハウス (Londonderry House) 、ノーサンバーランド・ハウス (Northumberland House) (英語版) 、ノーフォーク・ハウス (Norfolk House) (英語版) 等と並び称される最大級かつ壮大な邸宅の一つであった。これらの建物はバーリントン・ハウスとランズダウン・ハウスを除いてすべて取り壊されており、残った二つも大きな改変が加えられている。
現在この邸宅があった敷地には、デヴォンシャー・ハウスと呼ばれるオフィスビルが建っている。

## 敷地

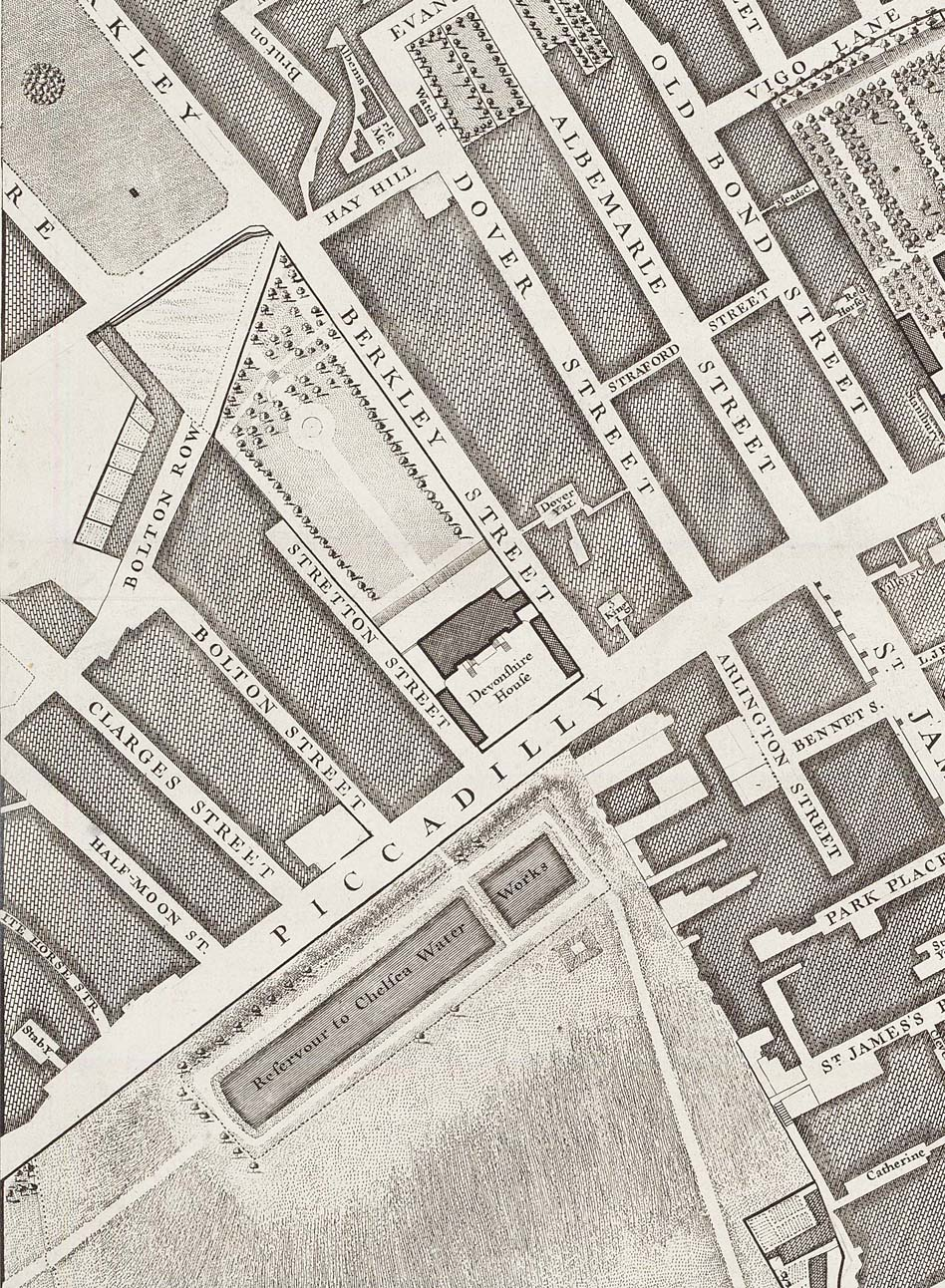
ジョン・ロックによる完成当時の地図、1746年 (詳細英語版)

デヴォンシャー・ハウスはバークレー・ハウスの敷地内に建てられたが、これはジョン・バークレー、初代バークレー・オブ・ストラットン男爵（John Berkeley, 1st Baron Berkeley of Stratton、1602年-1678年）(英語版) が彼のアイルランドの副王領 (viceroyalty) での任期終了後、30,000ポンドを超える予算で1665年から1673年にかけて建てたものであった。バークレー・ハウスにはその後チャールズ2世（Charles II、1630年-1685年）のミストレス (妾) だったバーバラ・パーマー（Barbara Palmer、1641年-1709年）が住むようになった。
ヒュー・メイ (Hugh May、1621年-1684年、イギリスの建築家) (英語版) によって建てられたこの古風な邸宅は、1696年にウィリアム・キャヴェンディッシュ、初代デヴォンシャー公爵（William Cavendish, 1st Duke of Devonshire、1640年-1707年）によって購入され、デヴォンシャー・ハウスと改名された。売買契約条件の一つとしてバークレー男爵 (第2代バークレー・オブ・ストラットン男爵) は、邸宅のすぐ裏にある彼が保有している土地には建物を建てないことを承諾し、これにより公爵邸からの見晴らしは確保された。この約束はバークレーの土地が開発された1730年以降も継続し、バークレー広場 (Berkeley Square) (英語版) の庭園部分が未開発部分の終端に相当する。
1733年10月16日、改修が続いていた旧バークレー・ハウスは火災にあい、第2代アルベマール伯爵ウィレム・ヴァン・ケッペル（Willem van Keppel, 2nd Earl of Albemarle、1702年-1754年）率いる警護隊や、フレデリック・ルイス王太子（Frederick Louis, Prince of Wales、1707年-1751年）率いる人々による消火活動にもかかわらず全焼した。原因は改修作業に従事していた作業員の不注意であった。皮肉なことにブルームスベリー、ボズウェル通りにあった公爵が以前住んでいた邸宅、旧デヴォンシャー・ハウス (Old Devonshire House) (英語版) は、第二次世界大戦のロンドン大空襲まで残っていた。

## 文化的背景

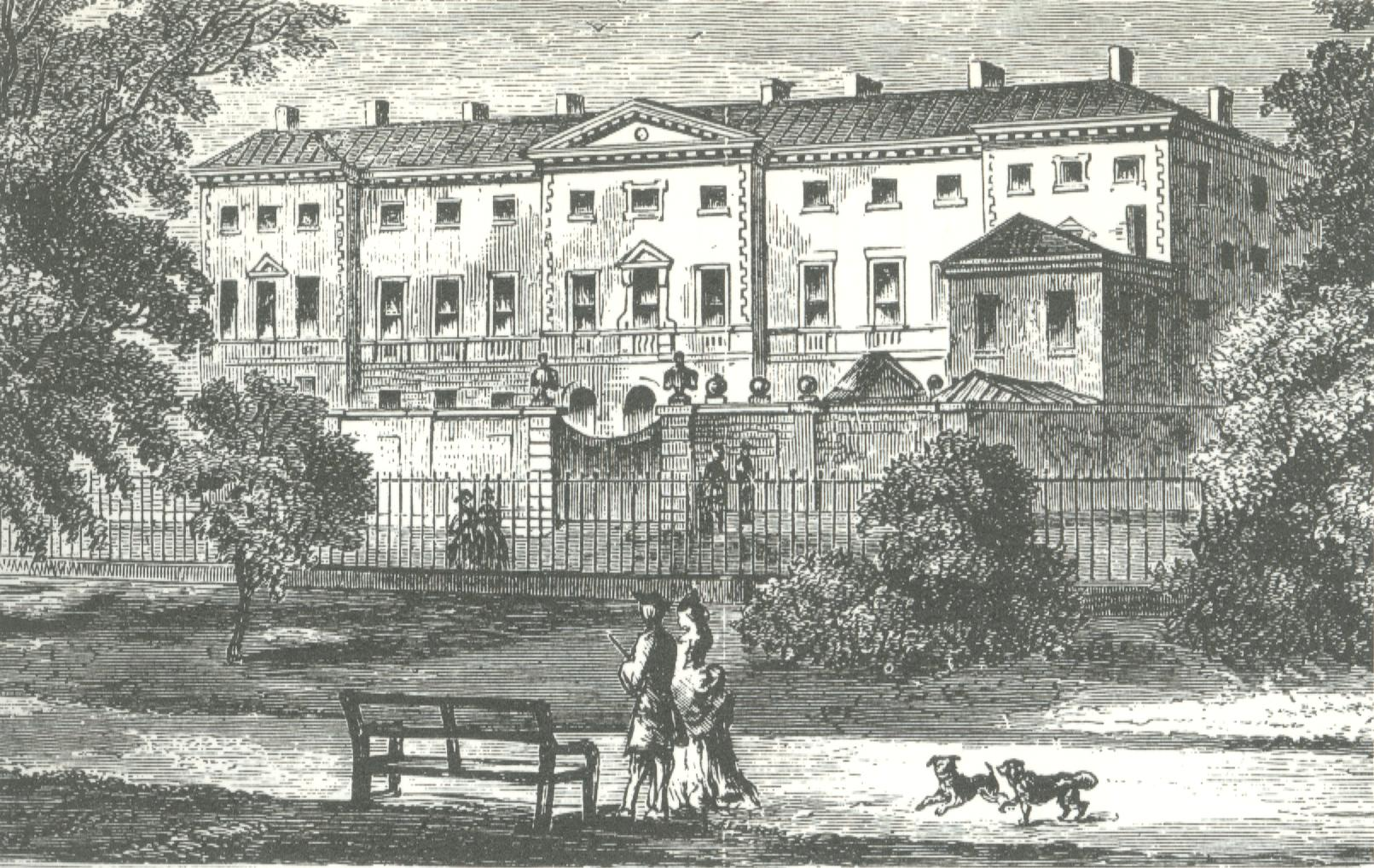
Devonshire House、1800年頃

18世紀に入ると、それまでの娯楽の形態に変化が現れ始め、大規模で洗練されたレセプションが流行し、それはしばしば演奏会 (concert) や舞踏会 (ball) という形式を取った。当初、主催者達はそういった流行を楽しむ用途で作られた数多くの新しい部屋を借り上げていたが、それは長くは続かなかった。何故なら、より頻繁にレセプションを開催する裕福な主催者たちは自分の邸宅にダンスホールを追加し始め、さらに裕福な者たちは純粋に楽しみのために設計された新しく広大な邸宅を手に入れようと、手狭な居宅を手離し始めたからである。デヴォンシャー公爵は広大な不動産を所有しており、後者のカテゴリーに該当した。そういう意味で1733年のデヴォンシャー・ハウスの火災は、当時の最先端の流行の邸宅を建築するいい機会となった。
第3代デヴォンシャー公爵（William Cavendish, 3rd Duke of Devonshire、1698年-1755年）(英語版) は建築家として当時流行のウィリアム・ケントを指名し、ウィリアムにとってこれがロンドンに邸宅を作る最初の仕事となった。邸宅は1734年から1740年頃までにかけて建築された。ケントは第3代バーリントン伯爵のお抱えで、伯爵が1729年に建てたチジック・ハウスや、デヴォンシャー・ハウスと同時代で1741年頃完成したホウカム・ホールの仕事をしており、両方ともパッラーディオ様式だった。当時、これらの建築物は流行と洗練性の集大成であると考えられていた。チジック・ハウスは第4代公爵 がバーリントン伯爵の娘シャーロット（Charlotte Elizabeth Cavendish、1731年-1754年）と結婚したため、後に他の不動産と共にデヴォンシャー家の財産となった:52。

## 建築

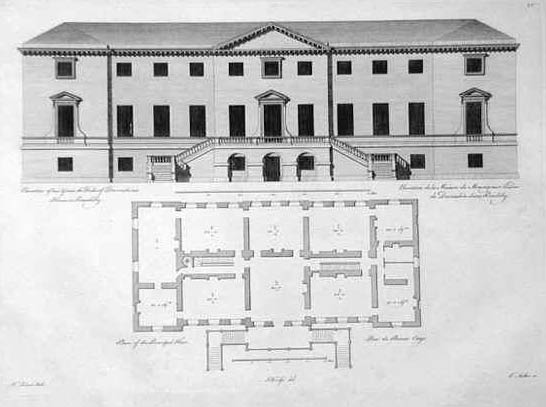
コーレン・キャンベルによる「ウィトルウィウス・ブリタニクス」に掲載されたデヴォンシャー・ハウス、 iv (1767)

デヴォンシャー・ハウスは典型的なパッラーディオ様式で、来客用の両翼のあるコール・ドゥ・ロジ (Corps de logis、大邸宅や宮殿の母屋を指す建築用語) (英語版) を持っていた。3階建てで11の梁間 (bay) を持つという厳格なパラディオ様式による設計は、当時の批評家に邸宅を倉庫になぞらえさせ、現代のケントの伝記作家にはその「自然な厳格性」(plain severity)を指摘させた。とはいえ、その奇妙に平坦な外観はケントの手による豪華な内装を内包し、イギリスで最も優れたものの一つと考えられていたデヴォンシャー家のアートコレクションで飾られ、貴重な書物も長さ12メートルの書庫に収容された。その中でも最も大切な所蔵品はクロード・ロラン (Claude Lorrain、1600年頃-1682年、フランスの画家) の生涯の作画の記録である「Liber Veritatis」(真実の書) であった。公爵のリビングルームにはマントルピース (暖炉の周りの装飾) の上にガラスケースがあり、その中には彫刻が施された宝石やルネサンス期・バロック期のメダリオンが飾られた。このように際立っていたケントの仕事は当然のようにコーレン・キャンベルの「ウィトルウィウス・ブリタニクス」(Vitruvius Britannicus) に掲載された。
デヴォンシャー・ハウスの設計は、18世紀の大規模なタウンハウスのなかでも最も初期の部類に入る。当時の大きなタウンハウスのデザインは同時代のカントリーハウスと同じであり、またその建設の目的もやはり同じで、財力とそれに伴う権力の誇示であった。したがって、広大なタウンハウスは、そのサイズとデザインで、周辺の狭小で単調なテラスハウス (低層集合住宅) との比較において、所有者の権勢を強調した。
デヴォンシャー・ハウスのケントの設計による外付け階段は、ピアノ・ノビーレ (piano nobile、大きな家屋の主たる階) に続いていて、2階部分まで吹き抜けとなっているのはエントランスホールだけであった。2階は厳然たるプライベート空間だったため、目立たない一対の階段はそれぞれ奥まったところに配置された。縦並びに繋がった部屋は最大のスペースをライブラリーに占められており、中央ホールに隣接していて、左右対称のバロック様式の伝統通りに配置されていた。そのデザインは大規模な集会には向いていなかった。数年後マシュー・ブレッティンガム等の建築家は、中央ホールの周りにレセプション用の部屋と繋がったスイートルームを配置することで、よりコンパクトなデザインのパイオニアとなった。これによりゲストは各部屋を行き来することが可能となった。このデザインは1756年に完成し現在は取り壊されているノーフォーク・ハウス (Norfolk House) (英語版) で初めて採用された。したがってデヴォンシャー・ハウスはその完成の瞬間から既に時代遅れで、使用目的に合致していなかった。そこで18世紀後半から内装は大幅に変更された。

## 活用

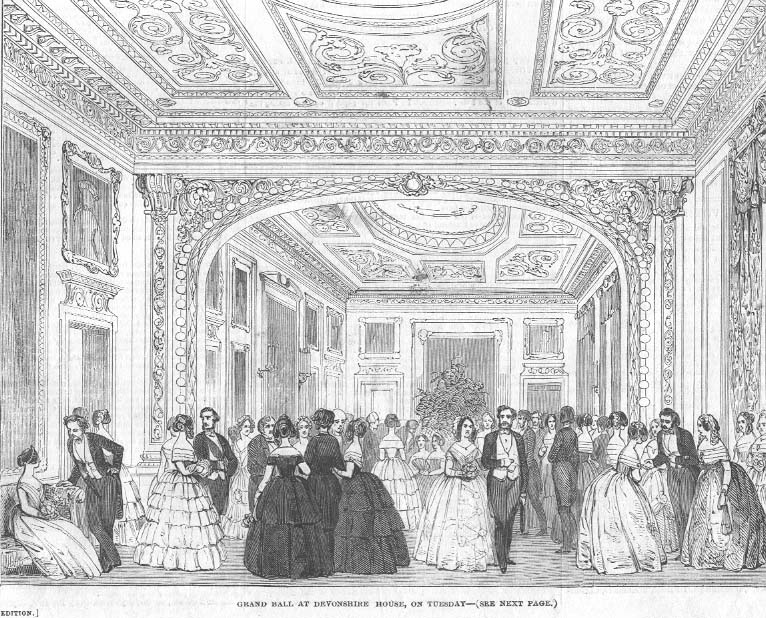
舞踏会場、1850年、イラストレイテド・ロンドン・ニュース

デヴォンシャー・ハウスの改築は1776年から1790年という長い期間をかけてジェームズ・ワイアットにより行われ、さらにその後、1843年にデキムス・バートン (Decimus Burton、1800年-1881年、イギリスの建築家・造園家) (英語版) によって行われた。バートンは第6代公爵（William Cavendish, 6th Duke of Devonshire、1790年-1858年）(英語版) のために新しい柱廊と玄関ホールと正面大階段 (grand staircase) を作った。この時外付けの二つの階段は取り外され、正面玄関から新しい柱廊を通って一階に行くことができるようになった。従来一階は二級の部屋とされ、18世紀には使用人が使うものとされていた。新しい階段によりゲストは低い玄関ホールから直接ピアノ・ノビーレに行けるようになった。新しい階段は「クリスタル階段」(Crystal Staircase) と呼ばれ、ガラス製の手すりと支柱を備え付けていた。バートンはいくつかの主要な部屋を合体させた。彼は元客間だった部屋を二つ合わせて、広くて金箔で輝くダンスホールを作り、階上の寝室を犠牲にして2倍の高さの部屋を作った。それらは邸宅を生活のためというより誇示や楽しみのための場所としているものだった。
デヴォンシャー・ハウスは、第5代デヴォンシャー公爵と彼の妻ジョージアナ（Georgiana Cavendish, Duchess of Devonshire、1757年-1806年）を取り巻く華麗で社交的で政治的な世界のための舞台だった。
1897年、デヴォンシャー・ハウスはヴィクトリア女王の在位60周年（ダイアモンド・ジュビリー）を祝う大仮装舞踏会の会場となった。アルバート・エドワード皇太子（Albert Edward、後にエドワード7世、1841年-1910年）やその妻アレクサンドラ・オブ・デンマーク（Alexandra of Denmark、1844年-1925年）等のゲストたちは、歴史的な肖像画に生命が宿したかのような衣装を身につけていた。舞踏会で撮影された多くの肖像写真は、ヴィクトリア朝時代後期の社会史を記録した無数の本に収載されている。

## 解体

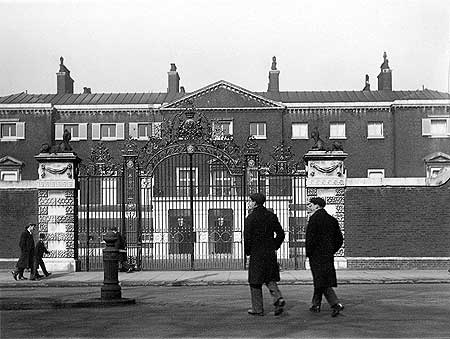
ピカデリー通りから見た正面玄関
1906年

第一次世界大戦の後多くの貴族がロンドンの邸宅を手放した。デヴォンシャー・ハウスもその例外ではなく、1919年に手放された。その解体は様々な文献でノスタルジックに言及された。有名なものにジークフリード・サスーン (Siegfried Loraine Sassoon、1886年-1967年、イギリスの詩人、作家) (英語版) の「デヴォンシャー・ハウス解体に捧げる追悼詩」(Monody on the Demolition of Devonshire House) 等がある。
手放した理由は、第9代デヴォンシャー公爵が相続税を支払わなければならなくなったからである。その額は500,000ポンドを超えた。さらに彼は第7代公爵（William Cavendish, 7th Duke of Devonshire、1808年-1891年）(英語版) の債務を継承していた。二重の負担は重く、彼はウィリアム・キャクストン刊行のシェイクスピア初版本多数などを売らなければならなかった。そして1920年にデヴォンシャー・ハウスと3エーカーの庭園は750,000ポンドで売却された。購入したのはシューマー・シブソープ ( Shurmer Sibthorpe) とローレンス・ハリソン (Lawrence Harrison) の二人の裕福な実業家で、邸宅は解体されることになった:54。彼らはこの土地を開発し宅地にした後ホテルを建てた。解体するときにシブソープは、「考古学者達が私の周りに集まって暴挙だと言ったが、個人的にはこの建物は目障りだと思う。」と述べた。

## 跡地

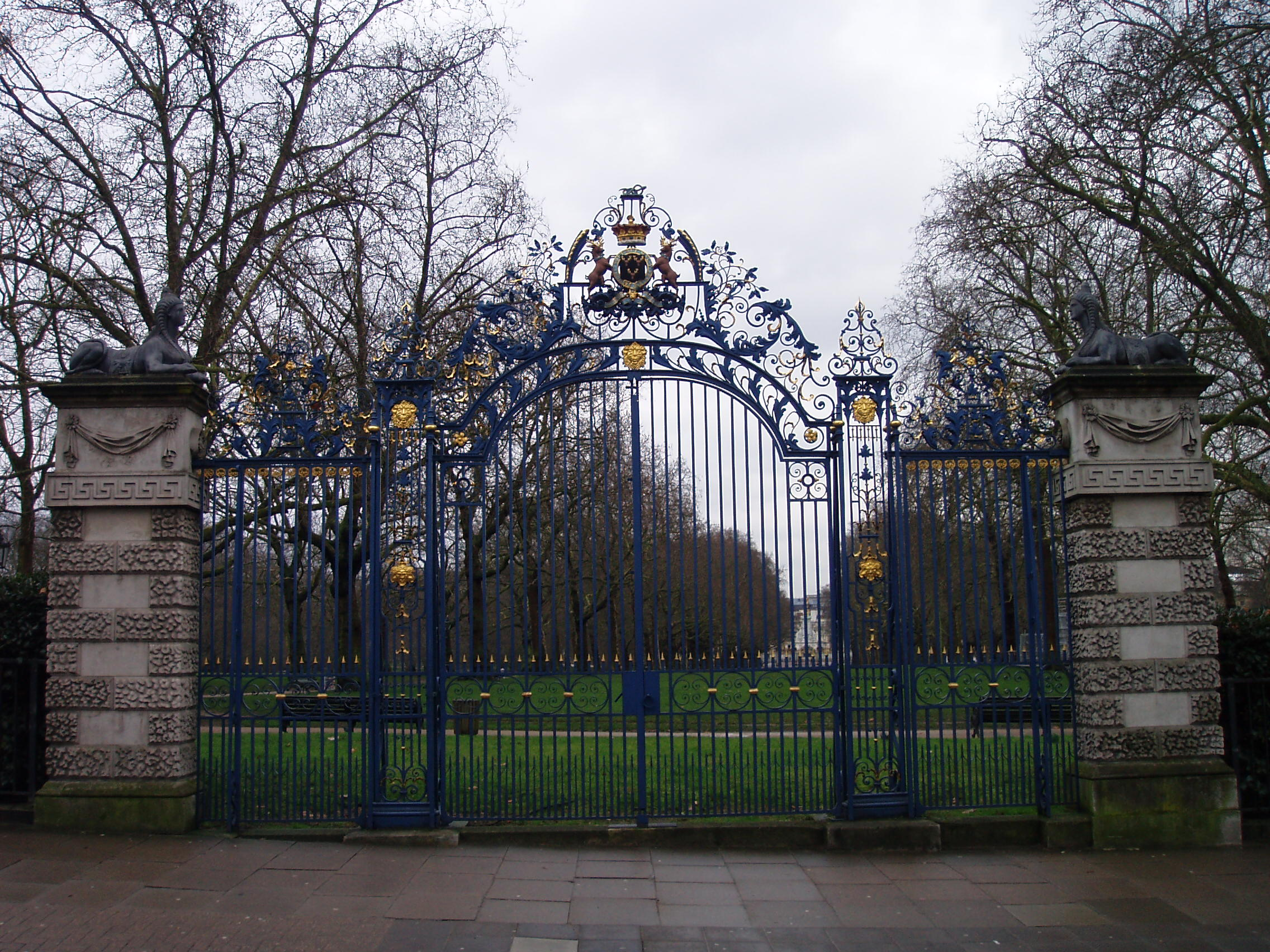
デヴォンシャー・ハウス跡地
邸宅の正門は現在グリーンパークの入口の1つに利用されている。

1924年、ホーランド、ハネン＆キュービッツ (Holland, Hannen & Cubitts) (英語版) によりピカデリー通りに面した新しいオフィスビルが建てられた。これはデヴォンシャー・ハウスと呼ばれ、第二次世界大戦中は「戦災委員会」(War Damage Commission、イギリス政府が土地・建物の戦災に対して補償金を支払う目的で設立した組織) (英語版) の本部が置かれた。
デヴォンシャー・ハウスにあった絵画や家具のうちいくつかは、現在デヴォンシャー家の主要な邸宅であるチャッツワース・ハウスにある。現存するデヴォンシャー・ハウスの遺構としては、グリーンパークに移設された門 (後述) やワインセラー (現在はグリーンパーク駅の切符売り場) などがある。その他、ドアやマントルピース (暖炉の周りの装飾) 、家具などがチャッツワースに移され保管されていた。これらのうち幾つかが2010年10月のサザビーズのオークションに出品された。特にウィリアム・ケントデザインのマントルピース5つは、興味深く価値のあるものだった。競売主のハリー・プリムローズ伯 (Harry Primrose, Lord Dalmeny) (英語版) は「通常これらは買えません。何故なら全てイギリス指定建造物の一部だからです。それはルーベンス に、家の天井に絵を描いてくれと頼むようようなものです。」とコメントを付けた。
ルスティカ仕上げのクオイン (英語版) を持ち、頂部にスフィンクス座像が載っている門柱を備えた錬鉄製のゲートは、ピカデリー通りに面したグリーンパークの入口の1として再利用されている。